# Индийско-коморские отношения
Индийско-коморские отношения — двусторонние дипломатические отношения между Индией и Коморами. Страны являются членами Организации Объединённых Наций.

## История
В июне 1976 года государства установили дипломатические отношения, примерно через год после того, как Коморы объявили о своей независимости. Коморские Острова стали 20-м членом Ассоциации стран Индийского океана (IORA), одним из основателей которой была Индия, на встрече в Гургаоне 2 ноября 2012 года.
Состоялся ряд дипломатических визитов на высоком уровне между странами. В августе 2004 года министр иностранных дел и сотрудничества Комор Суэф Мохамед Эль-Амин осуществил визит в Индию, став первым коморским министром, посетившим эту страну. В ноябре 2007 года президент Комор Ахмед Абдалла Самби посетил Индию. В октябре 2015 года президент Комор Икилилу Дуанин посетил Индию для участия в саммите форума Индия-Африка в Нью-Дели. 29 октября 2015 года провел двусторонние переговоры с премьер-министром Индии Нарендрой Моди. Нарендра Моди предложил Коморским Островам присоединиться к Международному солнечному альянсу.
В мае 2011 года секретарь министерства иностранных дел Индии по делами Африки Гурджит Сингх осуществил визит на Коморские Острова и стал первым правительственным чиновником Индии, посетившим эту страну. Во время визита он предложил предоставить Коморским Островам льготный кредит в размере 35 миллионов долларов США для любых проектов развития, выбранных правительством Коморских Островов. В августе 2015 года государственный министр по науке и технологиям Индии Ю. С. Чоудари посетил Коморские Острова в качестве специального посланника премьер-министра и встретился с президентом Икилилу Дуанином.
Коморские Острова поддерживают заявку Индии на постоянное место в Совете Безопасности ООН.

## Торговые отношения
В 2015 году Индия была третьим по величине направлением экспорта из Коморских Островов. В 2014—2015 годах объём товарооборота между государствами составил сумму 29,06 миллиона долларов США, увеличившись с 20,29 миллиона долларов США по сравнению с аналогичным прошлым периодом финансового года. В 2014—2015 годах Индия экспортировала товаров на Коморские Острова на сумму 17,76 миллиона долларов США и импортировала товаров на сумму 11,30 миллиона долларов США. Экспорт Индии на Коморские Острова: мясо и мясопродукты, текстиль и одежда, крупы, машиностроительная продукция. Импорт Индии с Коморских Островов: специи и металлолом.
В феврале 2011 года индийские бизнесмены посетили Коморские Острова, где подписали контракты на импорт из страны специй, таких как гвоздика, перец, белый перец и мускатный орех. Первый экспорт специй с Коморских Островов в Индию состоялся в августе-сентябре 2011 года.
Коморские Острова импортируют лекарства из Маврикия, большинство из которых производятся в Индии.

## Оказание помощи
В 2006 году Коморские Острова и Индия подписали соглашение о реализации Панафриканского проекта электронной сети. В сентябре 2010 года проект начал действовать на Коморских Островах. В 2008 году Индия сняла запрет на экспорт на Коморские Острова 25 000 тонн риса, не являющегося рисом басмати, чтобы помочь облегчить продовольственный кризис в стране. В апреле 2012 года Индия пожертвовала Коморским Островам 100 000 долларов США, чтобы помочь справиться с последствиями проливных дождей. 22 февраля 2013 года правительство Коморских Островов подписало соглашение с EXIM Bank of India о предоставлении льготной кредитной линии на сумму 41,6 миллиона долларов США для строительства электростанции в Морони. Контракт на строительство завода получил консорциум индийских фирм Overseas Infrastructure Alliance (OIA) и Bharat Heavy Electricals Ltd. 18 июля 2015 года электростанция мощностью 18 МВт была официально открыта.
Правительство Индии предложило создать центр профессионального обучения в Морони, чтобы обеспечить коморским жителям обучение сантехнике, сварке, электричеству, строительным работам, информационным технологиям и другим навыкам.
Кроме того, правительство Индии предлагает многочисленные стипендиальные программы для Коморских Островов. К ним относятся Программа стипендий CV Raman Research, Индийская программа технического и экономического сотрудничества, Индийский совет по культурным связям и стипендии Саммита Индийско-Африканского форума. Коморские дипломаты прошли обучение в Институте дипломатической службы Индии.

## Индийцы на Коморских Островах
По состоянию на январь 2016 года на Коморских Островах проживало около 250 индийцев. Большая часть индийского сообщества занимается торговлей и бизнесом.

## Дипломатические представительства
Посольство Индии в Антананариву (Мадагаскар) представляет интересы страны и на Коморских островах. Индия имеет почётное генеральное консульство в Морони, а Коморские Острова имеют почётное консульство в Нью-Дели.